# 新川文化ホール
新川文化ホール（にいかわぶんかホール）は、富山県魚津市宮津にある県立の文化ホールである。愛称はミラージュホール。地方自治法（昭和22年法律第67号）第244条の2第3項の規定に基づく指定管理者制度により（公財）富山県文化振興財団が運営を行っている。

## 概略
1983年2月、新川地区の3市3町が富山県議会へ請願書を提出したものが同年12月に採択され、1989年7月の基本構想委員会設置を経て、1991年10月6日に建設場所が決定、続いて1992年9月26日に基本デザインが決定し、同年10月13日に起工式が行われた。1994年10月31日に完成式が行われ、11月1日にオープン（同日こけら落しの『堀正文とN響室内合奏団コンサート』が行われた）。
鉄筋コンクリート造一部鉄骨鉄筋コンクリートおよび鉄骨造地上4階地下2階建て。敷地面積73,024㎡、建築面積8,230㎡、延床面積12,797㎡、大ホール（プロセニアムステージ、客席数1188席、間口18.4m、奥行18m、高さ8 - 10m、オーケストラピットおよび楽屋8室完備）・小ホール（プロセニアムステージ、客席数297席、間口11m、奥行11m、高さ8m、楽屋4室完備）・展示ホール（床面積1,000㎡、壁延長266m、5室分割可能）・会議室（7室）・和室（3室）、常設展示室、クリスタルガーデン（屋内庭園）、喫茶室、駐車場（800台分）といった施設があり、チケットプレイガイド「アーツナビ」やレストラン「プチマドンナ」の営業が行われている。
特に大ホールは、県内で初めてかつ有数の音響設備（残響可変装置（1.3 - 2.1秒））を備え、優良ホール100選に選ばれている。2024年には北日本新聞主催の第49期棋王戦コナミグループ杯第1局（藤井聡太棋王vs伊藤匠七段）が開催された。
2020年の時点で、敷地内に児童向け屋内型遊び場を整備することが検討されている。